# 20e étape du Tour d'Italie 2002
Pour un article plus général, voir Tour d'Italie 2002.
La 20e étape du Tour d'Italie 2002 a eu lieu le 2 juin 2002 entre la ville de Cantù et celle de Milan en Lombardie sur une distance de 142 km. Elle a été remportée par l'Italien Mario Cipollini (Acqua & Sapone-Cantina Tollo) devant son compatriote Alessandro Petacchi (Fassa Bortolo) et l'Autrichien René Haselbacher (Gerolsteiner). Arrivé au sein du peloton, Paolo Savoldelli (Index-Alexia Alluminio) conserve le maillot rose de leader au terme de l'étape et remporte son premier Tour d'Italie.

## Classement de l'étape
| \| Classement de l'étape \| Classement de l'étape \| Classement de l'étape \| Classement de l'étape \| Classement de l'étape \| \| Coureur \| Coureur \| Pays \| Équipe \| Temps \| \| --------------------- \| --------------------- \| --------------------- \| ---------------------------- \| --------------------- \| \| 1er \| Mario Cipollini \| Italie \| Acqua & Sapone-Cantina Tollo \| 3 h 35 min 28 s \| \| 2e \| Alessandro Petacchi \| Italie \| Fassa Bortolo \| + 0 s \| \| 3e \| René Haselbacher \| Autriche \| Gerolsteiner \| + 0 s \| \| 4e \| Isaac Gálvez \| Espagne \| Kelme-Costa Blanca \| + 0 s \| \| 5e \| Fabio Sacchi \| Italie \| Saeco-Longoni Sport \| + 0 s \| \| 6e \| Steven de Jongh \| Pays-Bas \| Rabobank \| + 0 s \| \| 7e \| Lars Michaelsen \| Danemark \| Team Coast \| + 0 s \| \| 8e \| Aart Vierhouten \| Pays-Bas \| Lotto-Adecco \| + 0 s \| \| 9e \| Cristian Moreni \| Italie \| Alessio \| + 0 s \| \| 10e \| Angelo Furlan \| Italie \| Alessio \| + 0 s \| |                     |          |                              |                 |
| |                     |          |                              |                 |
| |                     |          |                              |                 |
| Classement de l'étape |                     |          |                              |                 |
| Coureur | Coureur             | Pays     | Équipe                       | Temps           |
| 1er | Mario Cipollini     | Italie   | Acqua & Sapone-Cantina Tollo | 3 h 35 min 28 s |
| 2e | Alessandro Petacchi | Italie   | Fassa Bortolo                | + 0 s           |
| 3e | René Haselbacher    | Autriche | Gerolsteiner                 | + 0 s           |
| 4e | Isaac Gálvez        | Espagne  | Kelme-Costa Blanca           | + 0 s           |
| 5e | Fabio Sacchi        | Italie   | Saeco-Longoni Sport          | + 0 s           |
| 6e | Steven de Jongh     | Pays-Bas | Rabobank                     | + 0 s           |
| 7e | Lars Michaelsen     | Danemark | Team Coast                   | + 0 s           |
| 8e | Aart Vierhouten     | Pays-Bas | Lotto-Adecco                 | + 0 s           |
| 9e | Cristian Moreni     | Italie   | Alessio                      | + 0 s           |
| 10e | Angelo Furlan       | Italie   | Alessio                      | + 0 s           |

## Classement général
| \| Classement général \| Classement général \| Classement général \| Classement général \| Classement général \| \| Coureur \| Coureur \| Pays \| Équipe \| Temps \| \| ------------------ \| ------------------ \| ------------------ \| ---------------------- \| ------------------ \| \| 1er \| Paolo Savoldelli \| Italie \| Index-Alexia Alluminio \| 89 h 22 min 42 s \| \| 2e \| Tyler Hamilton \| États-Unis \| CSC-Tiscali \| + 1 min 41 s \| \| 3e \| Pietro Caucchioli \| Italie \| Alessio \| + 2 min 12 s \| \| 4e \| Juan Manuel Gárate \| Espagne \| Lampre-Daikin \| + 3 min 14 s \| \| 5e \| Pavel Tonkov \| Russie \| Lampre-Daikin \| + 5 min 34 s \| \| 6e \| Aitor González \| Espagne \| Kelme-Costa Blanca \| + 6 min 54 s \| \| 7e \| Georg Totschnig \| Autriche \| Gerolsteiner \| + 7 min 02 s \| \| 8e \| Fernando Escartín \| Espagne \| Team Coast \| + 7 min 07 s \| \| 9e \| Rik Verbrugghe \| Belgique \| Lotto-Adecco \| + 9 min 36 s \| \| 10e \| Dario Frigo \| Italie \| Tacconi Sport \| + 11 min 50 s \| |                    |            |                        |                  |
| |                    |            |                        |                  |
| |                    |            |                        |                  |
| Classement général |                    |            |                        |                  |
| Coureur | Coureur            | Pays       | Équipe                 | Temps            |
| 1er | Paolo Savoldelli   | Italie     | Index-Alexia Alluminio | 89 h 22 min 42 s |
| 2e | Tyler Hamilton     | États-Unis | CSC-Tiscali            | + 1 min 41 s     |
| 3e | Pietro Caucchioli  | Italie     | Alessio                | + 2 min 12 s     |
| 4e | Juan Manuel Gárate | Espagne    | Lampre-Daikin          | + 3 min 14 s     |
| 5e | Pavel Tonkov       | Russie     | Lampre-Daikin          | + 5 min 34 s     |
| 6e | Aitor González     | Espagne    | Kelme-Costa Blanca     | + 6 min 54 s     |
| 7e | Georg Totschnig    | Autriche   | Gerolsteiner           | + 7 min 02 s     |
| 8e | Fernando Escartín  | Espagne    | Team Coast             | + 7 min 07 s     |
| 9e | Rik Verbrugghe     | Belgique   | Lotto-Adecco           | + 9 min 36 s     |
| 10e | Dario Frigo        | Italie     | Tacconi Sport          | + 11 min 50 s    |

## Classements annexes
| Classement par points | Classement par points | Classement par points | Classement par points        | Classement par points |
| Coureur               | Coureur               | Pays                  | Équipe                       | Points                |
| --------------------- | --------------------- | --------------------- | ---------------------------- | --------------------- |
| 1er                   | Mario Cipollini       | Italie                | Acqua & Sapone-Cantina Tollo | 184 pts               |
| 2e                    | Massimo Strazzer      | Italie                | Phonak Hearing Systems       | 166 pts               |
| 3e                    | Aitor González        | Espagne               | Kelme-Costa Blanca           | 106 pts               |
| 4e                    | Alessandro Petacchi   | Italie                | Fassa Bortolo                | 101 pts               |
| 5e                    | Tyler Hamilton        | États-Unis            | CSC-Tiscali                  | 86 pts                |

| Classement par points | Classement par points | Classement par points | Classement par points        | Classement par points |
| Coureur               | Coureur               | Pays                  | Équipe                       | Points                |
| --------------------- | --------------------- | --------------------- | ---------------------------- | --------------------- |
| 1er                   | Mario Cipollini       | Italie                | Acqua & Sapone-Cantina Tollo | 184 pts               |
| 2e                    | Massimo Strazzer      | Italie                | Phonak Hearing Systems       | 166 pts               |
| 3e                    | Aitor González        | Espagne               | Kelme-Costa Blanca           | 106 pts               |
| 4e                    | Alessandro Petacchi   | Italie                | Fassa Bortolo                | 101 pts               |
| 5e                    | Tyler Hamilton        | États-Unis            | CSC-Tiscali                  | 86 pts                |

| Classement de la montagne | Classement de la montagne  | Classement de la montagne | Classement de la montagne | Classement de la montagne |
| Coureur                   | Coureur                    | Pays                      | Équipe                    | Points                    |
| ------------------------- | -------------------------- | ------------------------- | ------------------------- | ------------------------- |
| 1er                       | Julio Alberto Pérez Cuapio | Mexique                   | Ceramica Panaria-Fiordo   | 69 pts                    |
| 2e                        | José Castelblanco          | Colombie                  | Colombia-Selle Italia     | 33 pts                    |
| 3e                        | Pavel Tonkov               | Russie                    | Lampre-Daikin             | 25 pts                    |
| 4e                        | Daniele De Paoli           | Italie                    | Alessio                   | 22 pts                    |
| 5e                        | Sergio Barbero             | Italie                    | Lampre-Daikin             | 20 pts                    |

| Classement de la montagne | Classement de la montagne  | Classement de la montagne | Classement de la montagne | Classement de la montagne |
| Coureur                   | Coureur                    | Pays                      | Équipe                    | Points                    |
| ------------------------- | -------------------------- | ------------------------- | ------------------------- | ------------------------- |
| 1er                       | Julio Alberto Pérez Cuapio | Mexique                   | Ceramica Panaria-Fiordo   | 69 pts                    |
| 2e                        | José Castelblanco          | Colombie                  | Colombia-Selle Italia     | 33 pts                    |
| 3e                        | Pavel Tonkov               | Russie                    | Lampre-Daikin             | 25 pts                    |
| 4e                        | Daniele De Paoli           | Italie                    | Alessio                   | 22 pts                    |
| 5e                        | Sergio Barbero             | Italie                    | Lampre-Daikin             | 20 pts                    |

| Classement par équipes | Classement par équipes | Classement par équipes | Classement par équipes |
| Équipe                 | Équipe                 | Pays                   | Temps                  |
| ---------------------- | ---------------------- | ---------------------- | ---------------------- |
| 1re                    | Alessio                | Italie                 | 267 h 57 min 29 s      |
| 2e                     | Lampre-Daikin          | Italie                 | + 30 min 10 s          |
| 3e                     | Rabobank               | Pays-Bas               | + 40 min 12 s          |
| 4e                     | CSC-Tiscali            | Danemark               | + 42 min 03 s          |
| 5e                     | Mapei-Quick Step       | Italie                 | + 45 min 55 s          |

| Classement par équipes | Classement par équipes | Classement par équipes | Classement par équipes |
| Équipe                 | Équipe                 | Pays                   | Temps                  |
| ---------------------- | ---------------------- | ---------------------- | ---------------------- |
| 1re                    | Alessio                | Italie                 | 267 h 57 min 29 s      |
| 2e                     | Lampre-Daikin          | Italie                 | + 30 min 10 s          |
| 3e                     | Rabobank               | Pays-Bas               | + 40 min 12 s          |
| 4e                     | CSC-Tiscali            | Danemark               | + 42 min 03 s          |
| 5e                     | Mapei-Quick Step       | Italie                 | + 45 min 55 s          |